# Gunung Teunkudrakal
Gunung Teunkudrakal är ett berg i Indonesien.   Det ligger i provinsen Aceh, i den västra delen av landet, 1 700 km nordväst om huvudstaden Jakarta. Toppen på Gunung Teunkudrakal är 986 meter över havet.
Terrängen runt Gunung Teunkudrakal är kuperad åt nordväst, men åt sydost är den bergig.Runt Gunung Teunkudrakal är det ganska glesbefolkat, med 40 invånare per kvadratkilometer. I omgivningarna runt Gunung Teunkudrakal växer i huvudsak städsegrön lövskog.